# Kara Drewová
Kara Elizabeth Drewová (* 15. července 1975) je americká profesionální wrestlerka a manažerka, lépe známa pod svým ringovým jménem Cherry. Nejvíce známa je pro svoje působení ve společnosti World Wrestling Entertainment (WWE) jako manažerka bývalých Tag Teamových šampionů, Deuce 'n Domino, v rosteru SmackDown.
Když se začala zajímat o wrestling, zápasila nejdříve na nezávislé scéně pod jmény Miss Kara a Kara Slice. Později podepsala smlouvu s WWE a v roce 2005 byla přiřazena do vývojového střediska Ohio Valley Wrestling (OVW) v Louisville v Kentucky aby mohla pokračovat v tréninku. V OVW užívala jméno Cherry Pie a stala se manažerkou týmu známého jako "The Throw-Backs", později přejmenovaného na "The Untouchables", který se skládal z Deuceho Shadea a Dicea Domina. Cherry jim manažírovala po celou dobu jejich třínasobného držení OVW Tag Teamového šampionátu.
Po podepsání oficiální smlouvy s WWE byla v lednu 2007 přesunuta do SmackDownu! i s týmem nyní známým jako Deuce 'n Domino. Cherry jim byla manažerkou i po dobu jejich držení WWE Tag Teamového šampionátu. V dubnu 2008 udělala svůj samostatný debut a následující měsíc si s Deuce 'n Domino rozdělila cesty. Pokračovala v jednotlivých i týmových soutěžích dokud nebyla ze svého WWE kontraktu v srpnu 2008 propuštěna.

## Profesionální wrestlingová kariéra

### První kariéra
Drewová si nikdy nemyslela, že by mohla dostat šanci k práci jako profesionální wrestlerka, ale jeden z jejích spolupracovníků byl příbuzný zakladatele organizace Stars and Stripes Championship Wrestling v Nutley v New Jersey. Tam debutovala pod jménem Miss Kara.
Byla pozvána aby se připojila k Independent Wrestling Federation (IWF). V lednu 1999 začala Drewová pracovat jako manažerka v IWF. Manažerkou a příležitostnou wrestlerkou se stala i v různých federacích v East Coast včetně East Coast Pro Wrestling (ECPW), National Wrestling Alliance v New Jersey, ISPW, State-Side Championship Wrestling a Northeast Wrestling.
V roce 2002 pracovala pro National Wrestling Superstars a později v Phoenix Championship Wrestling kde měla v součásti příběhu feud s Alexis Laree. V různých společnostech působila do září 2005. Ten samý rok začala zápasit pro Ohio Valley Wrestling (OVW), vývojové středisko World Wrestling Entertainment (WWE) v Louisville v Kentucky.

### World Wrestling Entertainment

#### Ohio Valley Wrestling (2005-2007)
V druhé polovině roku 2005 začala působit v OVW. Časem podepsala vývojový kontrakt s WWE, přesněji v lednu 2006.
Drewová začala používat jméno "Cherry Pie" a stala se manažerkou tag teamu The Throw-Backs který se skládal z Deuceho Shadea a Dicea Domina. Stala se součástí jejich vzhledu 50. let což se ukazovalo nošením poodle sukní, kolečkových bruslí a žvýkaním žvýkačky.
V polovině roku 2006 změnil tým jak svůj vzhled, tak i název. Přejmenovali se na "The Untouchables". Drewová odstranila ze svého jména Pie. Poté porazil tým ve složení Shawna Spearse a Codyho Runnelse tým The Untouchables v tag teamovém zápase a získali tak služby Cherry. Cherry doprovázela Spearse a Runnelse k ringu a později se začala Spearsovi líbit, což zasahovalo do jeho zápasů. Cherry Spearse a Runnelse zradila a pomohla Deuceovi a Dominovi získat OVW Jižní Tag Teamové tituly. 10. ledna 2007 v televizním vysílání OVW vyzvala Cherry Katie Leu na OVW Women's šampionát ale prohrála. Následující týden ji vyzvala znovu, opět ale neúspěšně.

#### SmackDown! (2007-2008)
Pro svůj první zápas ve WWE, když debutovali na SmackDown!, si tým změnil své jméno na "Deuce 'n Domino". Debutovali 19. ledna 2007 v zápase, který se jim podařilo vyhrát. Cherry začala do jejich zápasů fyzicky zasahovat s účelem jim pomoci k výhře. 20. dubna v epizodě SmackDown! Cherry doprovázela Deuce 'n Domino při jejich výhře WWE Tag Team šampionátu když porazili Paula Londona a Briana Kendricka.
12. října se objevila v zákulisním segmentu, když Jamie Noble odhalil Deuce 'n Domino dvousmyslně žertovali o Cherry. Později v té samé epizodě, Jimmy Wang Yang porazil Deuceho v zápase. Po zápase dala Cherry Yangovi facku. To později vedlo k feudu mezi Deuce 'n Domino a Yangem s jeho parťákem, Shannonem Moorem.
7. března 2008 se v epizodě SmackDown! Cherry účastnila plavkové dámské soutěže které se účastnily i WWE Divy Maryse, Victoria, Eve Torres a Michelle McCool. 28. března se Cherry spojila do fanoušky oblíbeného týmu s Michelle McCool a v zápase společně porazily Victoriu a Maryse. Svůj samostatný ringový debut udělala poražením Victorie díky roll-up 18. dubna na epizodě SmackDownu. 25. dubna byla poražena v zápase Natalyou Neidhart. 27. dubna udělala na show Backlash svůj pay per view debut v Divas 12-Tag Team zápase, její tým ale prohrál. 2. května se na SmackDownu spojila s Michelle McCool v prohraném zápase proti Victorii a Natalyi.
V exkluzivním videu na webové stránce WWE.com byla vyhozena z týmu Deuce 'n Domino a následně byla nahrazena Maryse. Maryse následně po jejím vyhození začala Cherry provokovat a začal jejich krátký feud. 16. května ji Cherry na SmackDownu porazila v jednotlivém zápase. 23. května se spojila s týmem Jesse and Festus proti Maryse a Deuce 'n Domino. Zápas její tým prohrál. 11. července byla v týmu s Michelle McCool v prohraném zápase proti Victorii a Natalyi. Cherry měla menší feud s Natalyou která debutovala na Cherry se svým novým ukončovacím chvatem zvaný Sharpshooter. V následujících týdnech Natalya pokračovala v porážení Cherry včetně na svatbě Vickie Guerrero. Díky chycení kytice na její svatbě měla Cherry šanci se postavit proti Vickie v zápase, předtím se ale musela utkat proti Natalyi, která vyhrála opět díky Sharpshooteru. Po této prohře měla Vickie ihned s Cherry zápas a rychle jí odpinovala k vítězství. Cherry byla ze svého WWE kontraktu propuštěna 15. srpna 2008.

## Osobní život
Drewová se stala wrestlingovou fanynkou po vidění zápasu na WrestleManii v roce 1985. Její oblíbení wrestleři jsou Miss Elizabeth a Macho Man Randy Savage. Její oblíbené filmy jsou Modrý samet, Milenec nebo vrah, Zelená míle a Dobrý Will Hunting. Ráda poslouchá Briana McKnighta a její oblíbení herci jsou Tom Hanks, Mark Wahlberg, Halle Berryová a Miss Elizabeth. Vyrůstala v Morristown v New Jersey.

## Ve wrestlingu
- Ukončovací chvaty
  - Bulldog
  - Cherry Pop/Doo Wop Drop (Hammerlock lifting DDT)
  - Stunner
- Jako manažerka
  - Ace Darling
  - Kevin Knight
  - Mike Dell
  - Julio Fantastico
  - Sal Sincere
  - Rick Ratchet
  - Simon Diamond
  - Judas Young
  - Billy Reil
  - Jose Rivera
  - Biggie Biggs
  - Slayer
  - Inferno Kid
  - Deuce 'n Domino
  - Shawn Spears a Cody Runnels
  - Michelle McCool
- Theme songy
  - "I'm All About Cool" od Jima Johnstona (Používáno v době manažírování Deuce 'n Domino)
  - "Cherry Baby" od Jima Johnstona

## Šampionáty a ocenění
- Jersey Championship Wrestling
  - JCW Ženský šampionát (1 krát)
- Women Superstars Uncensored
  - WSU/NWS Turnaj o královnu a krále (2005) - Juliem Dinerem
- Pro Wrestling Illustrated
  - Magazín PWI ji v roce 2008 zařadil na 27. místě v žebříčku nejlepších 50 wrestlerek PWI Female